# Liste der Bildungseinrichtungen im Landkreis Kitzingen
Die Liste der Bildungseinrichtungen im Landkreis Kitzingen enthält alle Einrichtungen im unterfränkischen Landkreis Kitzingen, die einen Bildungsauftrag besitzen. Hierzu zählen Institutionen, die von der UNESCO in ihrer International Standard Classification of Education aufgenommen wurden, darunter Kindergärten, Grund- und Mittelschulen, Realschulen, Gymnasien und Berufsschulen. Daneben existieren aber auch außerschulische Bildungseinrichtungen wie Volkshochschulen, Musikschulen, Museen, sowie Archive und Bibliotheken.

## Überblick
Bildungseinrichtungen im Landkreis Kitzingen sind heute überwiegend in den kleinen Zentralorten angesiedelt, die die Struktur des Landkreises bilden. Mit der Großen Kreisstadt Kitzingen existiert darüber hinaus auch überregional angelaufenes Bildungszentrum. Eine Ausnahme zur zentralen Struktur stellen allerdings die Kinderkrippen und Kindergärten dar, die sich in den meisten Fällen auch in kleineren Dörfern erhalten haben. Die damals „Kleinkinderbewahranstalten“ genannten Einrichtungen entstanden vielerorts bereits im 19. Jahrhundert und gehen auf private Stiftungen oder kirchliches Engagement zurück. In vielen Fällen blieben die Kindergärten bis heute in den Händen von privaten Träger, wobei als die wichtigsten die evangelisch-lutherische und die katholische Kirche, sowie das Bayerische Rote Kreuz zu nennen sind.
Das Grundschul- bzw. Volksschulwesen im Landkreis hat seit den 1960er Jahren mehrere tiefgreifende Wandlungen durchlaufen. Dabei verschwanden mit dem Volksschulgesetz von 1966 die Kleinstschulen auf den Dörfern, die wenig gegliedert waren. Zwei Jahre später wurden die ursprünglich als Bekenntnisschulen für evangelische oder katholische Schüler konzipierten Volksschulen zu Regelschulen für alle Schüler aufgelöst. In der Folge versuchten die Gemeinden Verbandsschulen zu gründen, in denen die Schüler an einem Ort zentral unterrichtet werden können. Die so einsetzende Zentralisierung führte zu einer Landflucht der Schulen, sodass diese heute nur noch in zentralen Kleinzentren angesiedelt sind. So umfasst der Sprengel der Grundschule in Geiselwind im strukturschwachen Steigerwald alle Gemeindeteile des Marktes, darüber hinaus besuchen auch die Kinder aus dem heute nach Mittelfranken zählenden Appenfelden im Landkreis Neustadt an der Aisch-Bad Windsheim die Schule.
Eng mit den Volksschulen sind die Mittelschulen verbunden. Im Landkreis existieren seit dem Schuljahr 2011/2012 keine Hauptschulen mehr, stattdessen ermöglichen alle Schulen heute, neben dem Hauptschulabschluss, auch die Mittlere-Reife-Prüfung. Wie bei den Pendants der Grundschulen haben sich hier mehrere Verbände etabliert. Die Schulen sind in den Zentralorten der Bayerischen Raumplanung angesiedelt. Heute (Stand: 2024) existieren die Mittelschulverbände Dettelbach–Volkach (mit den Standorten Dettelbach und Volkach), der Schulverbund Kitzingen–Buchbrunn (mit den Standorten Kitzingen–Kernstadt, Kitzingen–Siedlung und Buchbrunn), Wiesentheid (mit dem zentralen Standort in Wiesentheid), Main–Steigerwald (mit der Mittelschule in Iphofen), sowie der Schulverbund Maindreieck (mit dem Standort Marktbreit).
Weiterführende Schulen existieren in einer großen Bandbreite. Zu nennen sind Realschulen und Gymnasien, aber auch berufsbildende Schulen. Während sich Realschulen und Gymnasien fast gleichmäßig über die Mittel- und Unterzentren des Landkreises verteilen, sind Berufsschulen lediglich in der Kreisstadt Kitzingen zu finden. Mit der Staatlichen Wirtschaftsschule existiert in Kitzingen darüber hinaus auch ein Schultyp, der zwischen Berufsschule und weiterführender Schule angesiedelt ist. Hochschulen oder Fachhochschulen existieren nicht auf dem Kreisgebiet. Bemerkenswert ist die Tatsache, dass sich im Landkreis darüber hinaus kein einziges staatlich oder kommunal getragenes Förderzentrum befindet, die beiden Schulen dieses Typs sind in privaten Händen. Neben den Bildungseinrichtungen, die in der International Standard Classification of Education aufgenommen wurden, finden sich im Landkreis auch mehrere außerschulische Bildungseinrichtungen wie Volkshochschulen (in den Mittelzentren Kitzingen und Volkach), sowie Musikschulen (in Dettelbach, Kitzingen und Volkach).

## Öffentliche Kindergärten und -krippen

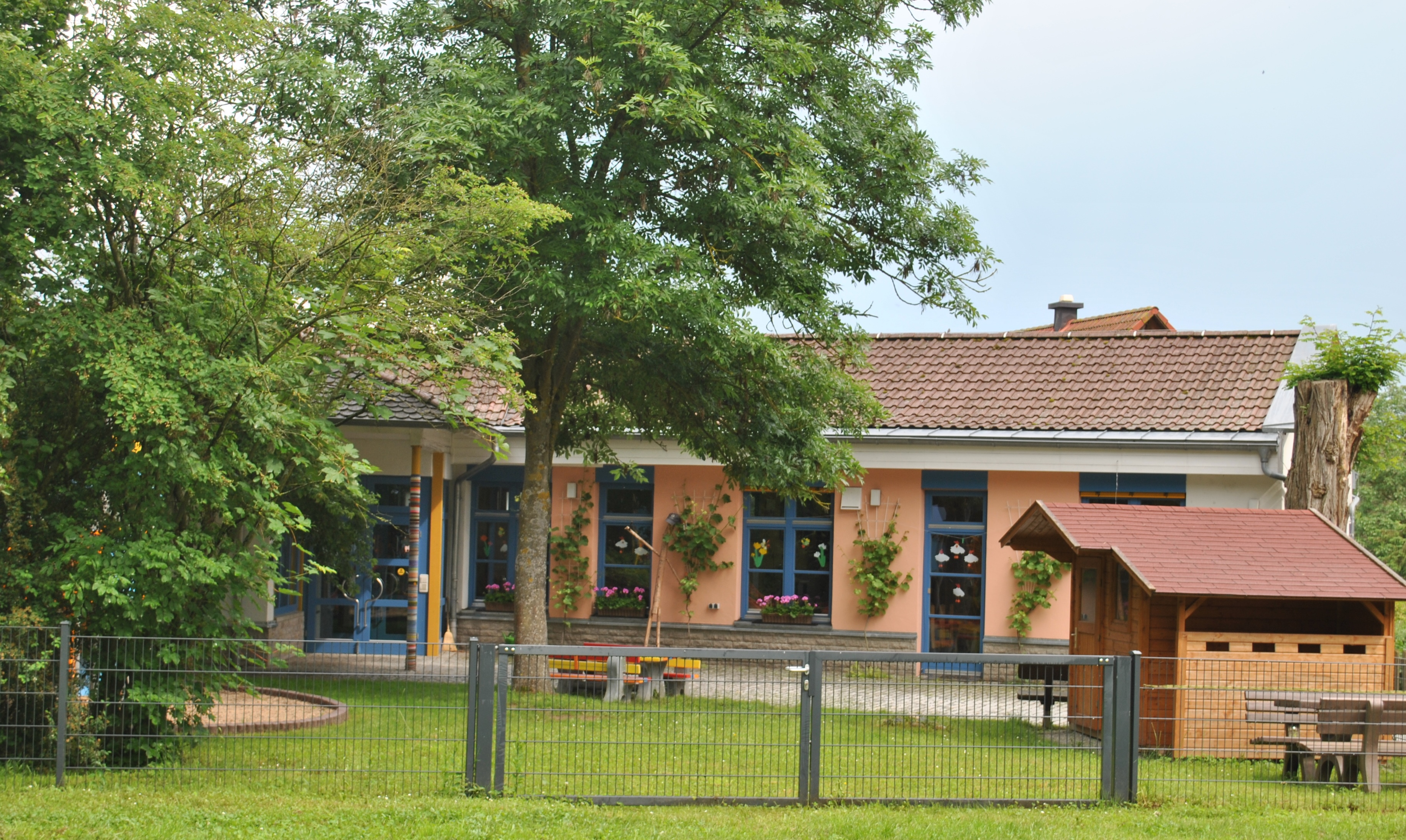
Öffentlicher Kindergarten in Gaibach

| Name                       | Gemeinde–Gemeindeteil | Anmerkungen                      | Adresse                                  | Lage |
| -------------------------- | --------------------- | -------------------------------- | ---------------------------------------- | ---- |
| Fuchsbau – Haus für Kinder | Abtswind              | Träger Gemeinde Abtswind         | Hauptstraße 19, 97355 Abtswind           | ⊙    |
| Kindergarten Wirbelwind    | Biebelried–Westheim   | Träger Gemeinde Biebelried       | Lindelbacher Straße 4, 97318 Biebelried  | ⊙    |
| Kindergarten Großlangheim  | Großlangheim          | Träger Gemeinde Großlangheim     | Schlosshof 20, 97320 Großlangheim        | ⊙    |
| Kindergarten Nordheim      | Nordheim am Main      | Träger Gemeinde Nordheim am Main | Hallburger Weg 9, 97334 Nordheim am Main | ⊙    |
| Haus für Kinder            | Prichsenstadt         | Träger Gemeinde Prichsenstadt    | Am Mühlseelein 3, 97357 Prichsenstadt    | ⊙    |
| Kindergarten Volkach       | Volkach               | Träger Gemeinde Volkach          | Richard-Haupt-Straße 2, 97332 Volkach    | ⊙    |
| Kindergarten Gaibach       | Volkach–Gaibach       | Träger Gemeinde Volkach          | Hirtenweg 3, 97332 Volkach               | ⊙    |
| Zwergenhaus Obervolkach    | Volkach–Obervolkach   | Träger Gemeinde Volkach          | Schwesternstraße 4, 97332 Volkach        | ⊙    |

## Private Kindergärten und -krippen

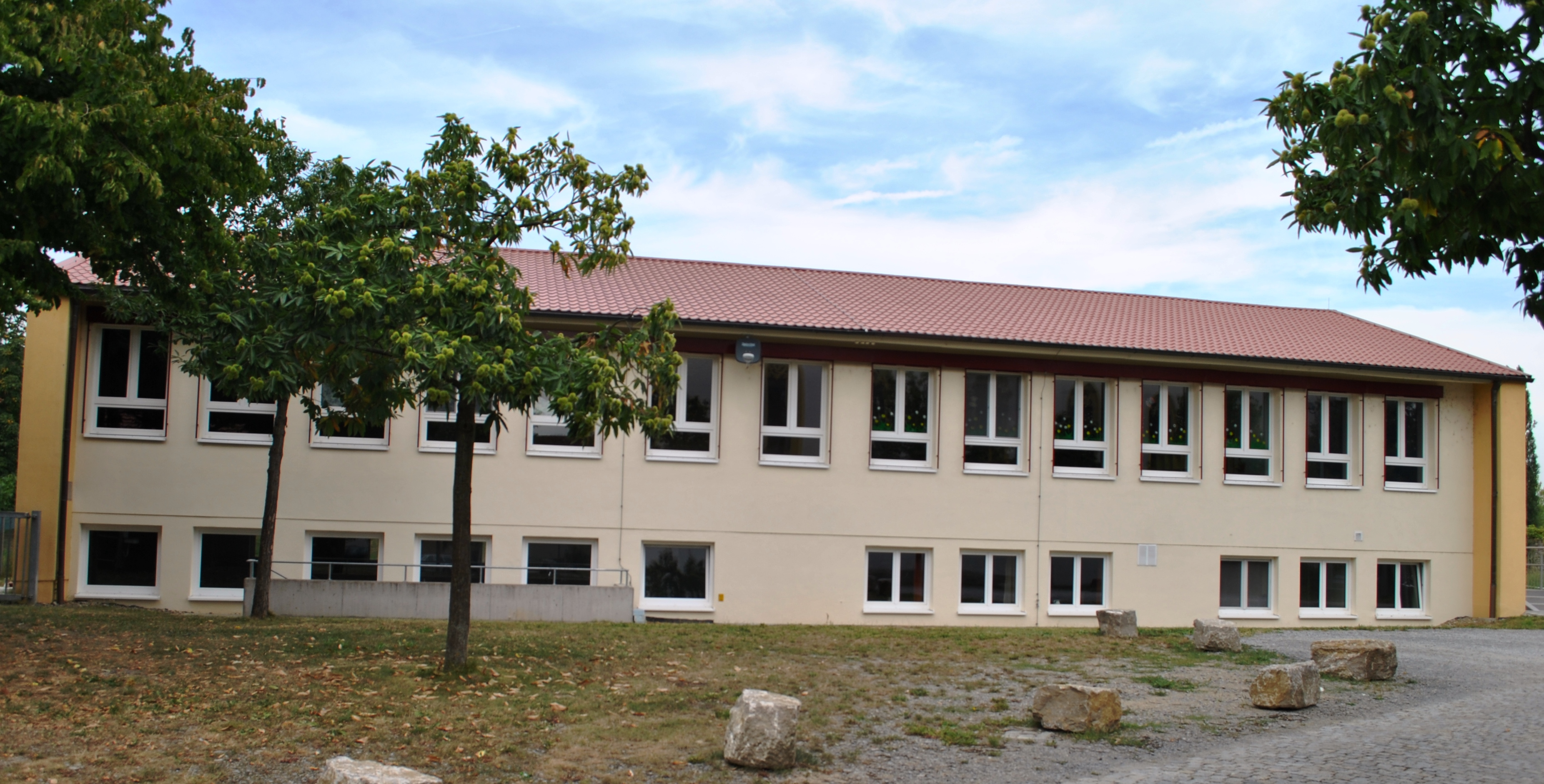
Privater Kindergarten in Astheim

| Name                                     | Gemeinde–Gemeindeteil              | Anmerkungen                     | Adresse                                      | Lage |
| ---------------------------------------- | ---------------------------------- | ------------------------------- | -------------------------------------------- | ---- |
| Kinderkrippe St. Nikolaus                | Albertshofen                       | Evangelisch-lutherischer Träger | Ulmenweg 11, 97320 Albertshofen              | ⊙    |
| Kinderkrippe St. Nikolaus                | Albertshofen                       | Evangelisch-lutherischer Träger | Ulmenweg 11, 97320 Albertshofen              | ⊙    |
| Kindergarten Buchbrunn                   | Buchbrunn                          | Evangelisch-lutherischer Träger | Am Schelm 7, 97320 Buchbrunn                 | ⊙    |
| Kindergarten Castell                     | Castell                            | Evangelisch-lutherischer Träger | Birklinger Straße 3, 97355 Castell           | ⊙    |
| Kindergarten Bibergau-Effeldorf          | Dettelbach–Bibergau                | Katholischer Träger             | Effeldorfer Straße 1, 97337 Dettelbach       | ⊙    |
| Kindergarten St. Maria                   | Dettelbach                         | Katholischer Träger             | Luitpold-Baumann-Straße 10, 97337 Dettelbach | ⊙    |
| Kindergarten St. Sebastian               | Dettelbach                         | Katholischer Träger             | Troppauer Straße 5, 97337 Dettelbach         | ⊙    |
| Wichtelland Euerfeld                     | Dettelbach–Euerfeld                | Katholischer Träger             | Hauptstraße 8, 97337 Dettelbach              | ⊙    |
| Kindergarten Mainsondheim                | Dettelbach–Mainsondheim            | Katholischer Träger             | Albertshofener Straße 10, 97337 Dettelbach   | ⊙    |
| BRK Kinderhaus Geiselwind                | Geiselwind                         | Träger Bayerisches Rotes Kreuz  | Friedrichstraße 4a, 96160 Geiselwind         | ⊙    |
| Kindergarten St. Burkhard                | Geiselwind                         | Katholischer Träger             | Fütterseer Straße 5, 96160 Geiselwind        | ⊙    |
| Evangelischer Kindergarten Pusteblume    | Iphofen–Hellmitzheim               | Evangelisch-lutherischer Träger | Mönchsondheimer Straße 3, 97346 Iphofen      | ⊙    |
| Kindertagesstätte St. Barbara            | Iphofen                            | Katholischer Träger             | Manegoldstraße 1, 97346 Iphofen              | ⊙    |
| Kindertagesstätte St. Veit               | Iphofen                            | Katholischer Träger             | Am Stadtgraben West 32, 97346 Iphofen        | ⊙    |
| Evangelisches Kinderhaus Sonnenschein    | Iphofen–Nenzenheim                 | Evangelisch-lutherischer Träger | Krassolzheimer Straße 20, 97346 Iphofen      | ⊙    |
| BRK Kinderkrippe Kitzingen               | Kitzingen                          | Träger Bayerisches Rotes Kreuz  | Kapuzinerstraße 9, 97318 Kitzingen           | ⊙    |
| BRK Kindergarten Kitzingen               | Kitzingen                          | Träger Bayerisches Rotes Kreuz  | Levi-Strauß-Straße 50, 97318 Kitzingen       | ⊙    |
| BRK Kinderhaus Kitzingen                 | Kitzingen                          | Träger Bayerisches Rotes Kreuz  | Marshall-Heights-Ring 91, 97318 Kitzingen    | ⊙    |
| Kindergarten Alemannenstraße             | Kitzingen                          | Evangelisch-lutherischer Träger | Alemannenstraße 9, 97318 Kitzingen           | ⊙    |
| Kindergarten Friedenskirche              | Kitzingen–Siedlung                 | Evangelisch-lutherischer Träger | Marienburger Straße 1, 97318 Kitzingen       | ⊙    |
| Kindergarten Schreibersgasse             | Kitzingen                          | Evangelisch-lutherischer Träger | Schreibersgasse 2, 97318 Kitzingen           | ⊙    |
| Kindergarten Sickershausen               | Kitzingen–Sickershausen            | Evangelisch-lutherischer Träger | Studierweg 2, 97318 Kitzingen                | ⊙    |
| Kindergarten St. Laurentius              | Kitzingen–Repperndorf              | Evangelisch-lutherischer Träger | Am Seelein 1, 97318 Kitzingen                | ⊙    |
| Kindergarten St. Michael                 | Kitzingen–Etwashausen              | Evangelisch-lutherischer Träger | Gartenstraße 19, 97318 Kitzingen             | ⊙    |
| Kindergarten Hohenfeld                   | Kitzingen–Hohenfeld                | Evangelisch-lutherischer Träger | Marktstefter Straße 19, 97318 Kitzingen      | ⊙    |
| Kindergarten Adolph-Kolping Hoheim       | Kitzingen–Hoheim                   | Katholischer Träger             | St.-Georg-Straße 1, 97318 Kitzingen          | ⊙    |
| Kindergarten St. Elisabeth               | Kitzingen                          | Katholischer Träger             | Kapuzinerstraße 4, 97318 Kitzingen           | ⊙    |
| Kindergarten St. Johannes                | Kitzingen                          | Katholischer Träger             | Glauberstraße 30, 97318 Kitzingen            | ⊙    |
| Kindergarten St. Vinzenz                 | Kitzingen–Siedlung                 | katholischer Träger             | Sickershäuser Straße 1                       | ⊙    |
| Kindergarten St. Vinzenz-Sonnenschein    | Kitzingen–Siedlung                 | katholischer Träger             | Memellandstraße 45, 97318 Kitzingen          | ⊙    |
| Wald- und Wiesenkindergarten             | Kitzingen                          | privater Träger                 | ohne Standort, 97318 Kitzingen               | ohne |
| Evangelisches Haus für Kinder            | Kleinlangheim                      | Evangelisch-lutherischer Träger | Am Horn 1, 97355 Kleinlangheim               | ⊙    |
| Evangelischer Kindergarten Mainbernheim  | Mainbernheim                       | Evangelisch-lutherischer Träger | Johann-Knab-Weg 2, 97350 Mainbernheim        | ⊙    |
| Evangelischer Kindergarten Mainstockheim | Mainstockheim                      | Evangelisch-lutherischer Träger | Am Kirchberg 13, 97320 Mainstockheim         | ⊙    |
| Haus für Kinder „Zum Guten Hirten“       | Markt Einersheim                   | Evangelisch-lutherischer Träger | Schulstraße 10, 97348 Markt Einersheim       | ⊙    |
| Montessori Kinderhaus                    | Marktbreit                         | privater Träger                 | Obernbreiter Straße 1, 97340 Marktbreit      | ⊙    |
| Evangelischer Kindergarten St. Nicolai   | Marktbreit                         | Evangelisch-lutherischer Träger | Am Graben 2a, 97340 Marktbreit               | ⊙    |
| Katholischer Kindergarten St. Elisabeth  | Marktbreit                         | Katholischer Träger             | Ochsenfurter Straße 42, 97340 Marktbreit     | ⊙    |
| Evangelischer Kindergarten Gnodstadt     | Marktbreit–Gnodstadt               | Evangelisch-lutherischer Träger | Hauptstraße 36, 97340 Marktbreit             | ⊙    |
| Evangelischer Kindergarten Marktsteft    | Marktsteft                         | Evangelisch-lutherischer Träger | Tiefenstockheimer Weg 21, 97342 Marktsteft   | ⊙    |
| BRK Kinderhaus Martinsheim               | Martinsheim                        | Träger Bayerisches Rotes Kreuz  | Schulstraße 1, 97340 Martinsheim             | ⊙    |
| Evangelischer Kindergarten Apfelwiese    | Obernbreit                         | Evangelisch-lutherischer Träger | Marktbreiter Straße 18, 97342 Obernbreit     | ⊙    |
| Katholischer Kindergarten Kirchschönbach | Prichsenstadt–Kirchschönbach       | Katholischer Träger             | Kindergartenstraße 1, 97357 Prichsenstadt    | ⊙    |
| Kindergarten Stadelschwarzach            | Prichsenstadt–Stadelschwarzach     | privater Träger                 | Am Kindergarten 1, 97357 Prichsenstadt       | ⊙    |
| BRK Kinderhaus Rödelsee                  | Rödelsee                           | Träger Bayerisches Rotes Kreuz  | Crailsheimstraße 11, 97348 Rödelsee          | ⊙    |
| Evangelischer Kindergarten Rüdenhausen   | Rüdenhausen                        | Evangelisch-lutherischer Träger | Am Sportplatz 2, 97355 Rüdenhausen           | ⊙    |
| Kindergarten St. Josef                   | Schwarzach am Main–Stadtschwarzach | Katholischer Träger             | Kirchgasse 12, 97359 Schwarzach am Main      | ⊙    |
| Kindergarten St. Laurentius              | Schwarzach am Main–Schwarzenau     | Katholischer Träger             | Mainstraße 4–6, 97359 Schwarzach am Main     | ⊙    |
| Kindergarten Segnitz                     | Segnitz                            | Evangelisch-lutherischer Träger | Jahnstraße 5, 9740 Segnitz                   | ⊙    |
| BRK Kinderhaus Seinsheim                 | Seinsheim                          | Träger Bayerisches Rotes Kreuz  | Hüttenheimer Straße 25, 97342 Seinsheim      | ⊙    |
| Kindertagesstätte St. Valentin           | Sommerach                          | Katholischer Träger             | Nordheimer Straße 17, 97334 Sommerach        | ⊙    |
| Kindergarten St. Elisabeth               | Sulzfeld am Main                   | Katholischer Träger             | Weingartenstraße 3, 97320 Sulzfeld am Main   | ⊙    |
| Waldkindergarten Volkach                 | Volkach                            | Privater Träger                 | Ohne Standort, 97332 Volkach                 | ohne |
| Kindergarten Astheim                     | Volkach–Astheim                    | Privater Träger                 | Kartäuserstraße 8, 97332 Volkach             | ⊙    |
| Katholischer Kindergarten und Kuratie    | Volkach–Escherndorf                | Katholischer Träger             | Astheimer Straße 48, 97332 Volkach           | ⊙    |
| Kindergarten St. Franziskus              | Volkach–Fahr                       | Katholischer Träger             | Maingasse 8, 97332 Volkach                   | ⊙    |
| Evangelischer Kindergarten Eichfeld      | Volkach–Eichfeld                   | Evangelisch-lutherischer Träger | Seubeltstraße 8a, 97332 Volkach              | ⊙    |
| Evangelischer Kindergarten Wiesenbronn   | Wiesenbronn                        | Evangelisch-lutherischer Träger | Koboldstraße 33, 97355 Wiesenbronn           | ⊙    |
| Kindergarten St. Mauritius               | Wiesentheid                        | Katholischer Träger             | Schießhausstraße 18, 97353 Wiesentheid       | ⊙    |
| Kindergarten Hortus Mariae               | Wiesentheid                        | Katholischer Träger             | Kolpingstraße 2, 97353 Wiesentheid           | ⊙    |
| Katholische Kindertagesstätte St. Martin | Willanzheim                        | Katholischer Träger             | Kindergartenstraße 2, 97348 Willanzheim      | ⊙    |
| Evangelisches Kinderhaus Sternenhimmel   | Willanzheim–Hüttenheim             | Evangelisch-lutherischer Träger | Hüttenheim 31, 97348 Willanzheim             | ⊙    |

## Öffentliche Schulen

### Öffentliche Grundschulen
| Albertshofen - Albert-Schweitzer-Grundschule Albertshofen (Waldstraße 9, ⊙) Buchbrunn - Grundschule Buchbrunn (Schulstraße 10, ⊙) Dettelbach - Rudolf-von-Scherenberg Grundschule (Georg-Graber-Straße 2, ⊙) Geiselwind - Drei-Franken-Grundschule Geiselwind (Friedrichstraße 6, ⊙) Iphofen - Dr.-Karlheinz-Spielmann-Grundschule Iphofen (Valentin-Arnold-Straße 6, ⊙) |  | Kitzingen - St.-Hedwig-Grundschule Kitzingen (Schulhof 3, ⊙) - Grundschule Kitzingen-Siedlung (Danziger Straße 1, ⊙) Kleinlangheim - Grundschule Kleinlangheim (Schulstraße 18, ⊙) Mainbernheim - Grundschule Mainbernheim (Goldgrubenweg 14, ⊙) Marktbreit - Grundschule Marktbreit (Fleischmannstraße 3a, ⊙) Markt Einersheim - Grundschule Hellmitzheimer Bucht Markt Einersheim (Schulstraße 4, ⊙) Martinsheim - Grundschule Martinsheim (Bäckergasse 11, ⊙) |  | Prichsenstadt - Grundschule Prichsenstadt (Am Mühlseelein 3, ⊙) Schwarzach am Main - Grundschule Schwarzacher Becken Schwarzach am Main (Schulstraße 2, ⊙) Sommerach - Grundschule Sommerach (Raiffeisenstraße 9, ⊙) Volkach - Grundschule Volkach (Jahnstraße 1, ⊙) Wiesentheid - Nikolaus-Fey-Grundschule Wiesentheid (Eisenbergringstraße 1, ⊙) Willanzheim - Grundschule Willanzheim (Schulstraße 8, ⊙) |  |

### Öffentliche Mittelschulen
Buchbrunn
Mittelschule Buchbrunn (Schulstraße 10, Schulnummer 7774, ⊙):
- Mittelschule (Jahrgangsstufen 5–10, voll ausgebaut)
- Schulprofil Inklusion[8]

Iphofen
Dr.-Karlheinz-Spielmann-Mittelschule Iphofen (Valentin-Arnold-Straße 6, Schulnummer 7765, ⊙):
- Mittelschule (Jahrgangsstufen 5–10, voll ausgebaut)[9]

Kitzingen
D.-Paul-Eber-Mittelschule Kitzingen (Hindenburgring 8, Schulnummer 7766, ⊙):
- Mittelschule (Jahrgangsstufen 5–10, voll ausgebaut)[10]

Mittelschule Kitzingen-Siedlung (Danziger Straße 1, Schulnummer 7771, ⊙):
- Mittelschule (Jahrgangsstufen 5–10, voll ausgebaut)
- Schulprofil Inklusion[11]

Marktbreit
Mittelschule Marktbreit (Karl-Zimmermann-Straße 1, Schulnummer 7776, ⊙):
- Mittelschule (Jahrgangsstufen 5–10, voll ausgebaut)[12]

Volkach
Mittelschule Volkach (Jahnstraße 1, Schulnummer 7785, ⊙):
- Mittelschule (Jahrgangsstufen 5–10, voll ausgebaut)[13]

Wiesentheid
Nikolaus-Fey-Mittelschule Wiesentheid (Eisenbergringstraße 1, Schulnummer 7787, ⊙):
- Mittelschule (Jahrgangsstufen 5–10, voll ausgebaut)[14]

### Öffentliche Realschulen
Dettelbach
Staatliche Realschule Dettelbach (Luitpold-Baumann-Straße 37, ⊙):
- Wahlpflichtfächergruppe I (mathematisch-naturwissenschaftlich): Schwerpunkte: Mathematik, Physik, Chemie, Informatik
- Wahlpflichtfächergruppe II (kaufmännisch-wirtschaftlich): Schwerpunkte: Betriebswirtschaftslehre/Rechnungswesen sowie Wirtschafts- und Rechtslehre
- Wahlpflichtfächergruppe IIIa (sprachlich): Schwerpunkte: Französisch und Betriebswirtschaftslehre/Rechnungswesen[15]

Kitzingen
Staatliche Realschule Kitzingen (Glauberstraße 72, ⊙):
- Wahlpflichtfächergruppe I (Jahrgangsstufen 5–10, voll ausgebaut): Schwerpunkte: Mathematik, Physik, Chemie, Informatik
- Wahlpflichtfächergruppe II (Jahrgangsstufen 5–10, voll ausgebaut): Schwerpunkte: Betriebswirtschaftslehre/Rechnungswesen sowie Wirtschafts- und Rechtslehre
- Wahlpflichtfächergruppe IIIa (Jahrgangsstufen 5–10, voll ausgebaut): Schwerpunkte: Französisch und Betriebswirtschaftslehre/Rechnungswesen
- Wahlpflichtfächergruppe IIIb (Jahrgangsstufen 5–10, voll ausgebaut): Schwerpunkte: Werken und Technisches Zeichen[16]

Volkach
Realschule des Franken-Landschulheims Schloss Gaibach (Schönbornstraße 2, ⊙):
- Wahlpflichtfächergruppe I (Jahrgangsstufen 5–10, voll ausgebaut): Schwerpunkte: Mathematik, Physik, Chemie, Informatik
- Wahlpflichtfächergruppe II (Jahrgangsstufen 5–10, voll ausgebaut): Schwerpunkte: Betriebswirtschaftslehre/Rechnungswesen sowie Wirtschafts- und Rechtslehre
- Wahlpflichtfächergruppe IIIa (Jahrgangsstufen 5–10, voll ausgebaut): Schwerpunkte: Französisch und Betriebswirtschaftslehre/Rechnungswesen
- Wahlpflichtfächergruppe IIIb (Jahrgangsstufen 5–10, voll ausgebaut): Schwerpunkte: Werken und Technisches Zeichen[17]

### Öffentliche Wirtschaftsschulen
Kitzingen

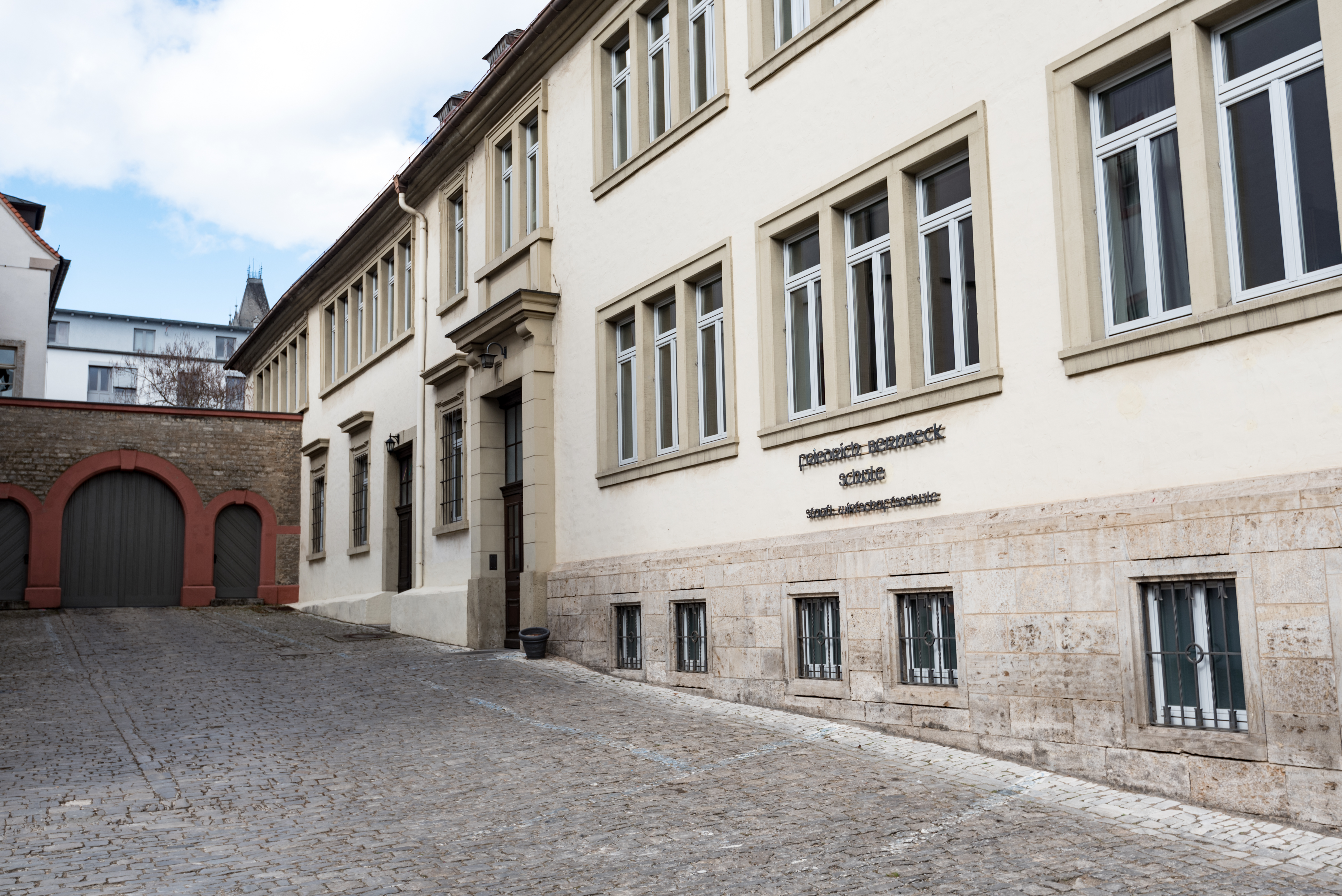
Friedrich-Bernbeck-Schule in Kitzingen

Friedrich-Bernbeck-Schule. Staatliche Wirtschaftsschule Kitzingen (Kaiserstraße 2, ⊙):
- zweistufige Wirtschaftsschule (Jahrgangsstufen 10–11, voll ausgebaut)
- vierstufige Wirtschaftsschule (Jahrgangsstufen 7–10, voll ausgebaut)
- Schulprofil Inklusion[18]

### Öffentliche Gymnasien
Kitzingen
Armin-Knab-Gymnasium (Kanzler-Stürtzel-Straße 15, ⊙):
- Naturwissenschaftlich-technologisches Gymnasium, Sprachenfolge E,L (Jahrgangsstufen 5–12, voll ausgebaut)
- Naturwissenschaftlich-technologisches Gymnasium, Sprachenfolge L,E (Jahrgangsstufen 5–12, voll ausgebaut)
- Naturwissenschaftlich-technologisches Gymnasium, Sprachenfolge E,F (Jahrgangsstufen 5–12, voll ausgebaut)
- Sprachliches Gymnasium, Sprachenfolge L,E,Sp (Jahrgangsstufen 5–12, voll ausgebaut)
- Sprachliches Gymnasium, Sprachenfolge L,E,F (Jahrgangsstufen 5–12, voll ausgebaut)
- Sprachliches Gymnasium, Sprachenfolge E,L,F (Jahrgangsstufen 5–12, voll ausgebaut)
- Sprachliches Gymnasium, Sprachenfolge E,L,Sp (Jahrgangsstufen 5–12, voll ausgebaut)
- Sprachliches Gymnasium, Sprachenfolge E,F,Sp (Jahrgangsstufen 5–12, voll ausgebaut)
- Einführungsklasse (Jahrgangsstufe 11, voll ausgebaut)[19]

Marktbreit
Gymnasium Marktbreit (Neue Obernbreiter Straße 21, ⊙):
- Naturwissenschaftlich-technologisches Gymnasium, Sprachenfolge E,L (Jahrgangsstufen 5–12, voll ausgebaut)
- Naturwissenschaftlich-technologisches Gymnasium, Sprachenfolge E,F (Jahrgangsstufen 5–12, voll ausgebaut)
- Sprachliches Gymnasium, Sprachenfolge E,L,F (Jahrgangsstufen 5–12, voll ausgebaut)
- Schulprofil Inklusion[20]

Volkach

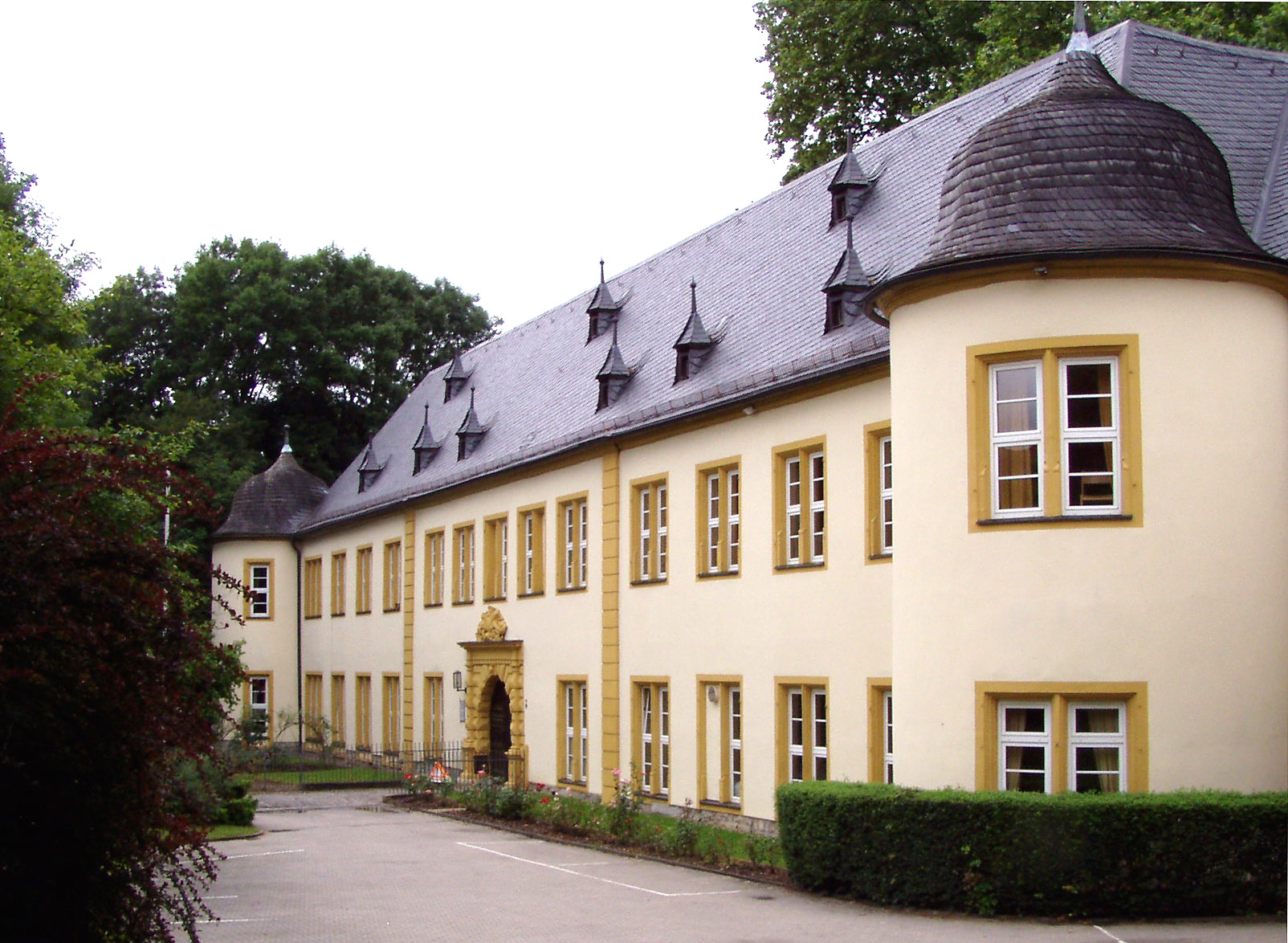
Internatsgebäude des Franken-Landschulheims Schloss Gaibach

Franken-Landschulheim Schloss Gaibach (Schönbornstraße 2, ⊙):
- Sprachliches Gymnasium, Sprachenfolge L,E,F (Jahrgangsstufen 5–12, voll ausgebaut)
- Sprachliches Gymnasium, Sprachenfolge E,L,F (Jahrgangsstufen 5–12, voll ausgebaut)
- Naturwissenschaftlich-technologisches Gymnasium, Sprachenfolge E,L (Jahrgangsstufen 5–12, voll ausgebaut)
- Naturwissenschaftlich-technologisches Gymnasium, Sprachenfolge L,E (Jahrgangsstufen 5–12, voll ausgebaut)
- Naturwissenschaftlich-technologisches Gymnasium, Sprachenfolge E,F (Jahrgangsstufen 5–12, voll ausgebaut)
- Wirtschaftswissenschaftl. Gymn., Sprachenf. L,E (Jahrgangsstufen 5–12, voll ausgebaut)
- Wirtschaftswissenschaftl. Gymn., Sprachenf. E,L (Jahrgangsstufen 5–12, voll ausgebaut)
- Wirtschaftswissenschaftl. Gymn., Sprachenf. E,F (Jahrgangsstufen 5–12, voll ausgebaut)[21]

Wiesentheid
Gymnasium Steigerwald-Landschulheim Wiesentheid (Hans-Zander-Platz 1, ⊙):
- Naturwissenschaftlich-technologisches Gymnasium, Sprachenfolge E,L (Jahrgangsstufen 5–12, voll ausgebaut)
- Naturwissenschaftlich-technologisches Gymnasium, Sprachenfolge E,F (Jahrgangsstufen 5–12, voll ausgebaut)
- Sprachliches Gymnasium, Sprachenfolge E,L,F (Jahrgangsstufen 5–12, voll ausgebaut)
- Sozialwissenschaftl. Gymn., Sprachenf. E,F (Jahrgangsstufen 5–12, voll ausgebaut)
- Sozialwissenschaftl. Gymn., Sprachenf. E,L (Jahrgangsstufen 5–12, voll ausgebaut)
- Einführungsklasse (Jahrgangsstufe 11, voll ausgebaut)[22]

### Öffentliche berufliche Schulen
Kitzingen
Staatliche Fachoberschule Kitzingen (Thomas-Ehemann-Straße 13a, ⊙):
- Fachoberschule, Ausbildungsr. Technik (Jahrgangsstufen 11–13, voll ausgebaut)
- Fachoberschule, Ausbildungsr. Wirtschaft und Verwaltung (Jahrgangsstufen 11–13, voll ausgebaut)
- Fachoberschule, Ausbildungsr. Sozialwesen (Jahrgangsstufen 11–13, voll ausgebaut)
- Fachoberschule, Vorklasse
- Schulprofil Inklusion[23]

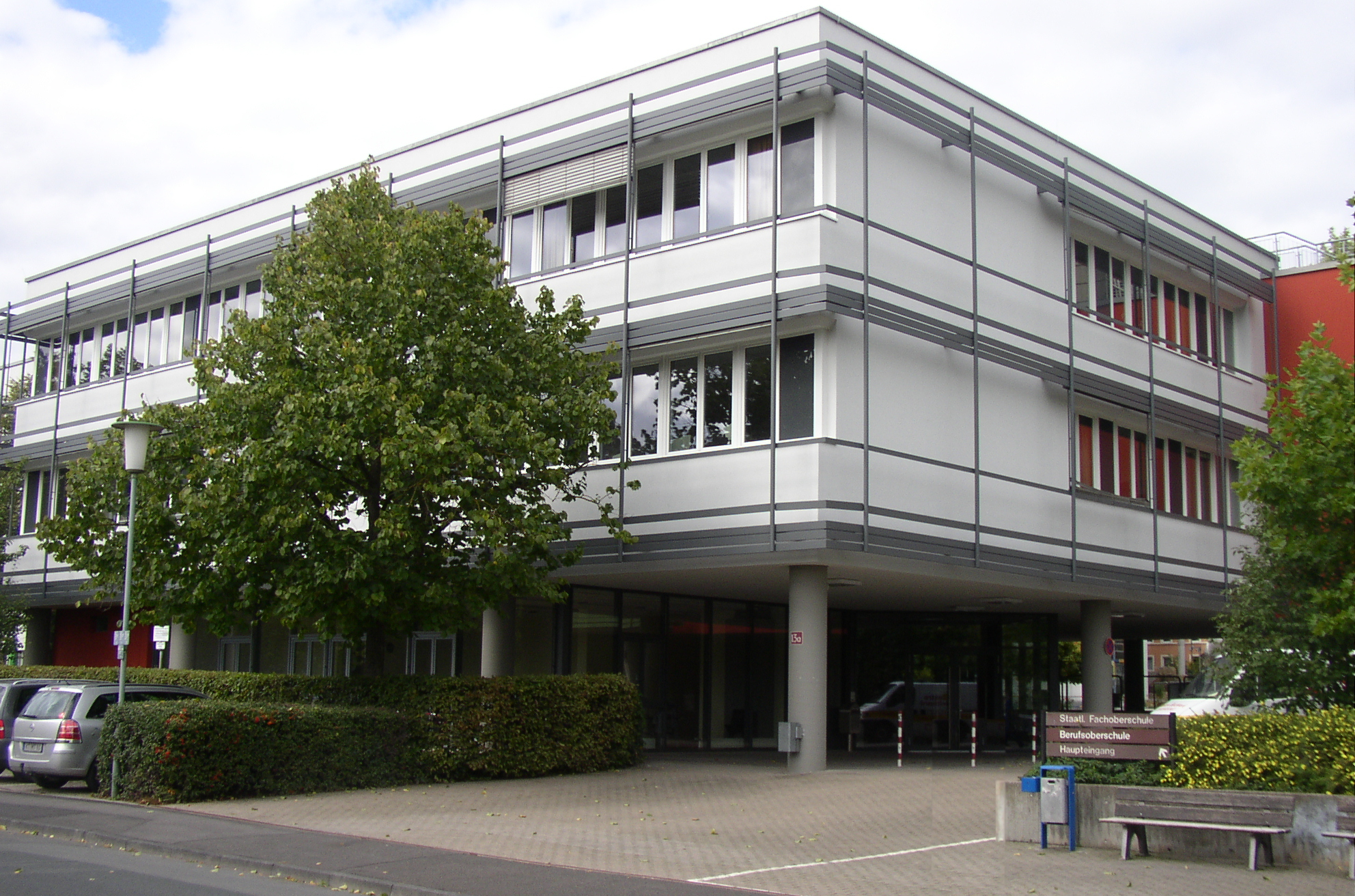
Berufliche Oberschule Kitzingen

Staatliche Berufsoberschule Kitzingen (Thomas-Ehemann-Straße 13a, ⊙):
- Berufsoberschule, Ausbildungsr. Wirtschaft und Verwaltung (Jahrgangsstufen 12–13, lückenhafter Ausbau)
- Berufsoberschule, Vorklasse
- Schulprofil Inklusion[24]

Staatliche Berufsschule Kitzingen-Ochsenfurt  (Thomas-Ehemann-Straße 13b, ⊙):
- Berufsschule, Berufsfeld Wirtschaft und Verwaltung (Jahrgangsstufen 10–13, voll ausgebaut)
- Berufsschule, Berufsfeld Holztechnik (Jahrgangsstufen 10–12, voll ausgebaut)
- Berufsschule, Berufsfeld Ernährung und Hauswirtschaft (Jahrgangsstufen 10–12, voll ausgebaut)
- Berufsschule, Berufsfeld Agrarwirtschaft (Jahrgangsstufen 10–11, voll ausgebaut)
- Berufsschule, Berufsfeld Fahrzeugtechnik (Jahrgangsstufen 10–13, voll ausgebaut)
- Berufsschule, Berufsfeld Monoberufe (Jahrgangsstufen 10–13, voll ausgebaut)
- Berufsschule, Berufsvorbereitung (Jahrgangsstufen 10–12, voll ausgebaut)
- Berufsintegrationsklasse
- Schulprofil Inklusion[25]

## Private Schulen

### Private Grundschulen
Kitzingen
Montessori-Grundschule Kitzingen (Steigweg 24, ⊙)

### Private Realschulen
Marktbreit
Leo-Weismantel-Realschule Marktbreit (Buheleite 20, ⊙):
- Realschule Wahlpflichtfächergr. I (Jahrgangsstufen 5–10, voll ausgebaut)
- Realschule Wahlpflichtfächergr. II (Jahrgangsstufen 5–10, voll ausgebaut)
- Realschule Wahlpflichtfächergr. IIIa (Jahrgangsstufen 5–10, voll ausgebaut)
- Realschule Wahlpflichtfächergr. IIIb (Jahrgangsstufen 5–10, voll ausgebaut)[26]

Realschule des Bildungswerks Marktbreit (Buheleite 20, ⊙):
- Realschule Wahlpflichtfächergr. IIIa (Jahrgangsstufen 5–10, voll ausgebaut)
- Realschule Wahlpflichtfächergr. IIIb (Jahrgangsstufen 5–10, voll ausgebaut)[27]

Volkach

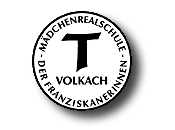
Logo der Mädchenrealschule der Dillinger Franziskanerinnen Volkach

Mädchenrealschule der Dillinger Franziskanerinnen Volkach (Klostergasse 1, ⊙):
- Realschule Wahlpflichtfächergr. II (Jahrgangsstufen 5–10, voll ausgebaut)
- Realschule Wahlpflichtfächergr. IIIa (Jahrgangsstufen 5–10, voll ausgebaut)
- Realschule Wahlpflichtfächergr. IIIb (Jahrgangsstufen 5–10, voll ausgebaut)[28]

### Private Gymnasien
Schwarzach am Main
Egbert-Gymnasium Münsterschwarzach (Schweinfurter Straße 40, ⊙):
- Humanistisches Gymnasium, Sprachenfolge E,L,Gr (Jahrgangsstufen 5–12, voll ausgebaut)
- Humanistisches Gymnasium, Sprachenfolge L,E,Gr (Jahrgangsstufen 5–12, voll ausgebaut)
- Sprachliches Gymnasium, Sprachenfolge L,E,F (Jahrgangsstufen 5–12, voll ausgebaut)
- Sprachliches Gymnasium, Sprachenfolge E,L,F (Jahrgangsstufen 5–12, voll ausgebaut)
- Musisches Gymnasium, Sprachenfolge L,E (Jahrgangsstufen 5–12, voll ausgebaut)
- Musisches Gymnasium, Sprachenfolge E,L (Jahrgangsstufen 5–12, voll ausgebaut)
- Naturwissenschaftlich-technologisches Gymnasium, Sprachenfolge E,L (Jahrgangsstufen 5–12, voll ausgebaut)
- Naturwissenschaftlich-technologisches Gymnasium, Sprachenfolge L,E (Jahrgangsstufen 5–12, voll ausgebaut)[29]

### Private Förderzentren
Kitzingen
Erich Kästner Schule Kitzingen (Sickershäuser Straße 8, ⊙)
St.-Martin-Schule Kitzingen (Sickershäuser Straße 10, ⊙)

## Außerschulische Bildungseinrichtungen

### Volkshochschulen
Kitzingen

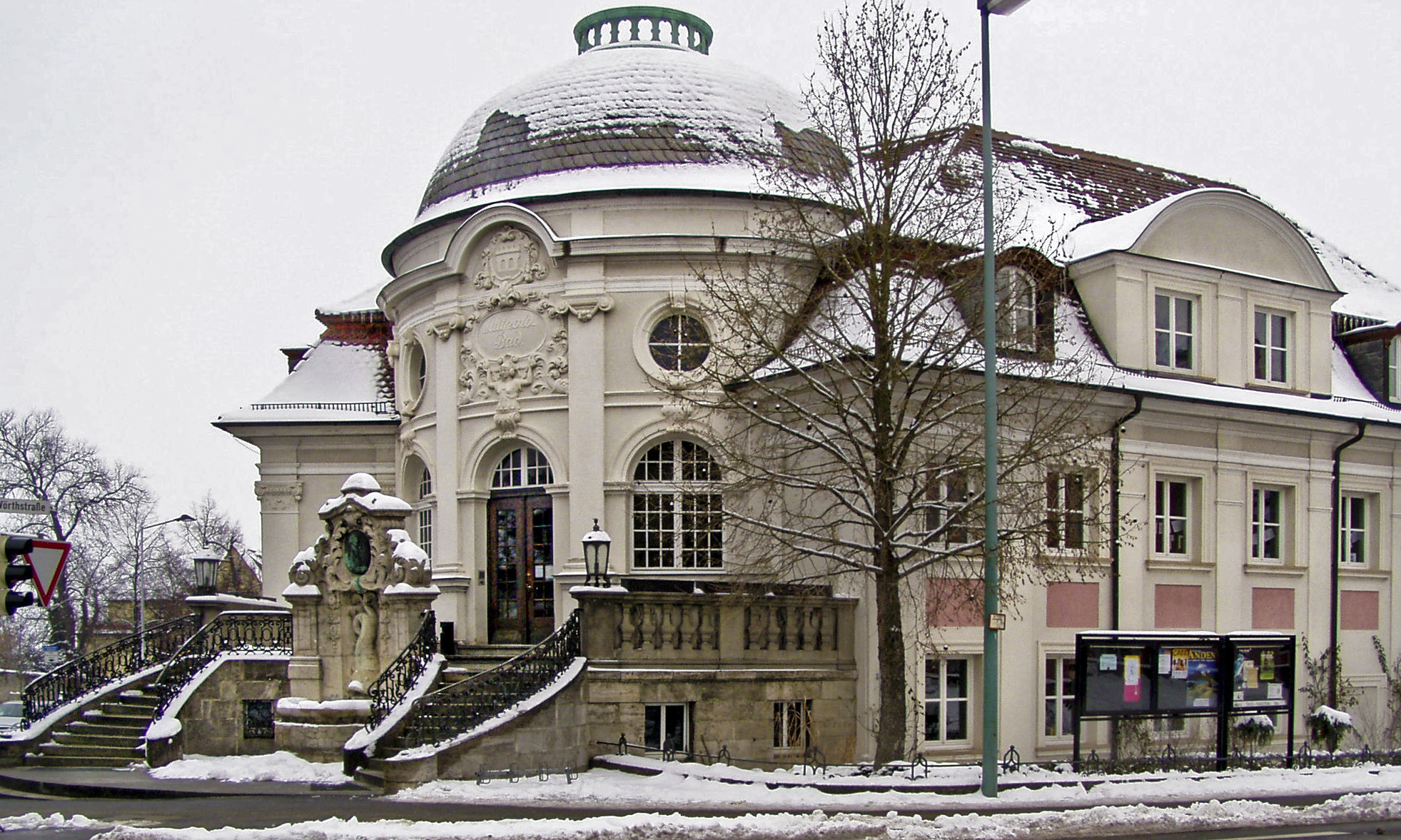
Kitzinger Volkshochschule im Luitpoldbau

- Volkshochschule Kitzingen–Ochsenfurt
Außenstellen im Landkreis: Dettelbach, Iphofen, Marktbreit, Wiesentheid[30]

Volkach
- Volkshochschule Volkach–Gerolzhofen[31]

### Musikschulen
Dettelbach
- Sing- und Musikschule Dettelbach/Schwarzach

Kitzingen
- Musikschule Kitzingen

Volkach
- Musikschule Volkach

### Museen
Die dezentrale Struktur, die den Landkreis selbst prägt, wird in der Museumslandschaft weitergeführt. Die kleinen Zentralorte besitzen meist Museen in städtischer Trägerschaft, wobei lediglich in Marktbreit und Volkach echte Stadtmuseen existieren. In kleineren Gemeinden haben vor allem private Sammler für den Aufbau einer Ausstellung gesorgt. Bedeutende Privatmuseen bestehen mit dem Deutschen Fastnachtmuseum in Kitzingen und dem Knauf-Museum in Iphofen. Die Museen sind hauptsächlich in repräsentativen Baudenkmälern eingerichtet. Einen Gründungsboom gab es in den 1990er Jahren. Im Landkreis besteht keine einzige Ausstellung in staatlicher Trägerschaft. Allerdings weisen die privaten oder städtischen Sammlungen eine Vielzahl an bedeutenden Objekten auf, die von der Landesstelle für die nichtstaatlichen Museen in Bayern gewürdigt wurden.

### Archive und Bibliotheken
Die kommunale Archivpflege beschränkt sich heute auf die größeren Orte im Landkreis. Hauptamtlich geführte Archive sind in den beiden Mittelzentren Kitzingen und Volkach ebenso zu finden, wie im Kleinzentrum Marktbreit. Daneben spielen die Hauptorte der Verwaltungsgemeinschaften eine gewisse Rolle, weil sie auch die Archivalien der amtsführenden Gemeinden in den Bestand aufnehmen konnten. Neben den Kommunalarchiven existieren mehrere Adelsarchive der ehemals herrschenden Geschlechter. Im Landkreis Kitzingen existieren fast ausschließlich öffentliche Bibliotheken, die von den Gemeinden unterhalten werden. Naturgemäß fördern insbesondere die größeren Orte ihre Bibliotheken. Einzige wissenschaftliche Spezialbibliothek auf dem Gebiet des Landkreises ist die des Benediktinerklosters Münsterschwarzach, die auch den mit Abstand größten Bestand aufweist.